# Storm P. opfindelser
|  | Denne artikel er oprettet af botten PalnaBot ud fra en ekstern database. Den kan derfor have sproglige fejl eller mangler. Denne skabelon kan fjernes efter kontrol af indholdet. |

Storm P. opfindelser er en film instrueret af Jørgen Vestergaard.

## Handling
Nogle af de allermest populære Storm P.-tegninger er "Opfindelserne", som ligefrem har skabt et begreb i det danske sprog. Når man skal betegne en fantasifuld og kompliceret teknisk konstruktion, taler man om en Storm P.-opfindelse. Humoren bygger ofte på misforholdet mellem det lille problem, der skal løses, og den ofte helt uoverskuelige problemløsning. De sort/hvide tegninger blev skabt i forskellige perioder fra 1910 og til sidst i 40'erne. Dukkefilmen genskaber dem i farver og forsøger at holde fast i den oprindelige satire over et samfund, der hovedløst dyrker effektivitet og teknokratisering.